# رودپیچ

رودپیچ

رودپیچ یا پیچان‌رود (به انگلیسی: Meander) به قوسی از یک رودخانهٔ مارپیچ گفته می‌شود. میزان آب‌شوئی در قسمت‌های کاو (مقعر) رودپیچ قابل ملاحظه بوده و برعکس موادی که در قسمت‌های کوژ (محدب) رودپیچ رسوب می‌کند نیز در خور توجه‌است. در نتیجه این تغییرات دیواره‌های قسمت مقعر رودپیچ شیب تند و قائمی داشته و بر ژرفای بستر رودخانه می‌افزاید در حالیکه ته نشست‌های قسمت محدب بستر رودخانه را بالا آورده و شیب دیواره‌های آن را ملایم می‌سازد. گاهی رودپیچ به‌شکل دایرهٔ کاملی درآمده و عارضه‌ای بنام دریاچه طوقی پدیدمی‌آورد. به این عارضه «چم» نیز گفته می‌شود.